# Czechosłowacki kamuflaż pustynny
Czechosłowacki kamuflaż pustynny – kamuflaż pustynny używany przez siły zbrojne Czechosłowacji, a współcześnie przez Czeskie Siły Zbrojne i Słowackie Siły Zbrojne.
Na przełomie lat 80. i 90. w Czechosłowacji zaczęto pracę nad kamuflażem pustynnym dla tamtejszych sił zbrojnych. W roku 1991 testowano kamuflaż pięciokolorowy (nieregularne plamy w kolorach: blada czerwień, róż, jasnozielony, blada zieleń na tle piaskowym). Nie został on jednak przyjęty.
W tym samym czasie testowano kamuflaż dwukolorowy. W tym kamuflażu na piaskowym tle umieszczono plamy w odcieniu brązu. Ten kamuflaż został przyjęty i stał się oficjalnym kamuflażem pustynnym Czechosłowacji.
W umundurowanie w tym wzorze wyposażono Czechosłowacką Jednostkę Przeciwchemiczną podczas wojny w Zatoce.
Po rozpadzie Czechosłowacji kamuflaż pustynny jest używany przez Czeskie Siły Zbrojne i Słowackie Siły Zbrojne.